# René Boël
Hrabě René Boël (27. října 1899 Brusel – 29. června 1990 Court-Saint-Étienne) byl belgický průmyslník a ředitel Usine Gustave Boël. Byl ženatý s Yvonne Solvayovou (1896–1930), vnučkou Ernesta Solvaye. Mají dva syny Yvese Boëla a Pola Boëla a jednu dceru Antoinettu Boëlovou (1925–1982).

## Kariéra
Po svatbě se stal ředitelem UCB a Solvay. Během své kariéry radil belgické exilové vládě během druhé světové války a založil Muzeum moderního umění v Bruselu. Byl prvním předsedou Belgicko-americké asociace a v letech 1950 až 1981 předsedal Evropské lize pro hospodářskou spolupráci a byl silně zapojen do Evropského hnutí.